# Världsmästerskapet i schack 1890
Världsmästerskapet i schack 1890 var en titelmatch mellan den regerande världsmästaren Wilhelm Steinitz och utmanaren Isidor Gunsberg. Den spelades på Manhattan Chess Club i New York mellan den 9 december 1890 och 22 januari 1891. Matchen spelades som bäst av 20 partier och slutade med att Steinitz behöll världsmästartiteln.
Steinitz var favorit men det blev en jämn match där ledningen inledningsvis växlade. Efter 19 partier hade Stenitz skaffat sig en ointaglig tvåpoängsledning.

## Bakgrund
Gunsberg etablerade sig i världseliten under andra halvan av 1880-talet genom flera turnerings- och matchsegrar. 
1889 deltog han i den sjätte American Chess Congress-turneringen i New York. Det var en stor, dubbelrondig turnering med 20 deltagare och tanken var att segraren i turneringen skulle spela en titelmatch mot Steinitz (en slags tidig kandidatturnering).
Michail Tjigorin och Miksa Weiss delade segern med Gunsberg en halv poäng efter. Varken Tjigorin eller Weiss var intresserade av en titelmatch. Tjigorin hade förlorat en VM-match mot Steinitz strax innan och Weiss ville tillbaka till sitt arbete i bankvärlden.
Det gav Gunsberg chansen men han kände sig inte mogen att möta Steinitz direkt. Han spelade först en match på Kuba mot Tjigorin som slutade oavgjort med nio vunna partier vardera. Det visade att Gunsberg var redo att utmana Steinitz.

## Regler
Matchen spelades som bäst av 20 partier eller först till 10 vunna partier. Om båda spelarna nådde 9 vunna partier slutade matchen oavgjort.
Tidskontrollen var 26 drag på en timme och 45 minuter, därefter 15 drag per timme.
Man spelade fyra dagar varje vecka, upp till sju timmar varje dag.

## Resultat
| Namn             | Parti | Parti | Parti | Parti | Parti | Parti | Parti | Parti | Parti | Parti | Parti | Parti | Parti | Parti | Parti | Parti | Parti | Parti | Parti | Poäng |
| Namn             | 1     | 2     | 3     | 4     | 5     | 6     | 7     | 8     | 9     | 10    | 11    | 12    | 13    | 14    | 15    | 16    | 17    | 18    | 19    | Poäng |
| ---------------- | ----- | ----- | ----- | ----- | ----- | ----- | ----- | ----- | ----- | ----- | ----- | ----- | ----- | ----- | ----- | ----- | ----- | ----- | ----- | ----- |
| Wilhelm Steinitz | ½     | 1     | ½     | 0     | 0     | 1     | 1     | ½     | ½     | 1     | ½     | 0     | 1     | ½     | ½     | 0     | ½     | 1     | ½     | 10½   |
| Isidor Gunsberg  | ½     | 0     | ½     | 1     | 1     | 0     | 0     | ½     | ½     | 0     | ½     | 1     | 0     | ½     | ½     | 1     | ½     | 0     | ½     | 8½    |